# AGIMA
AGIMA (Аги́ма) — российская ИТ компания, интегратор digital-решений, занимается разработкой сайтов и приложений. Компания занимала 1-е место в «Рейтинге Рунета», 2-е место в рейтинге «Тэглайн», 1-е место в «Едином рейтинге RUWARD» в 2019 году.

## История
Компания AGIMA основана в 2006 году и предоставляет услуги по разработке сайтов, мобильных приложений и аналитике. Основатель — Александр Богданов.
В 2011 году AGIMA вошла в состав РАЭК.

## Профиль деятельности компании
Основные направления деятельности:
- UX-аналитика и проектирование
- Дизайн
- Веб-разработка
- Аналитика
- Интеграция
- Мобильная разработка

## Работы
С 2005 года компанией запущено более 500 проектов для банков, страховых компаний, медиа, ecommerce и ритейла. Среди клиентов компании «Российская газета», «АльфаСтрахование», телекоммуникационная компания «Мегафон», сеть фитнес-клубов World Class, портал Business FM, О’кей (сеть магазинов), Росбанк, Перекрёсток (сеть магазинов), Пятерочка, Ингосстрах, Магнит, Эльдорадо, Снежная Королева, Леруа Мерлен и другие.
В 2019 году компания AGIMA получила награду «Премия Рунета» за образовательную деятельность.

## Награды AGIMA
Проекты интерактивного агентства были отмечена Russian Flash Awards и интернет-премией PROpeller Digital, Red Apple MIXX Awards, Золотой сайт и Золотое приложение, Рейтинг Рунета, Тэглайн Awards, а также международными премиями Awwwards, CSS Design Awards, Behance.
В 2019 году в конкурсе Золотой сайт и Золотое приложение компания AGIMA завоевала 14 наград, среди которых были мобильное приложение «Пятерочка», мобильное приложение «МегаДиск», сайт «Снежная Королева», личный кабинет Ингосстраха.

## AGIMA Partners' Club
В 2015 году AGIMA запустила партнерскую программу AGIMA Partners' Club.
В мае 2018 года AGIMA Partners' Club была признана лучшей партнерской программой на digital-рынке по версии рейтингового агентства Тэглайн.

## Позиции в рейтингах
Рейтинг Рунета
| Направление | 2016 | 2017 | 2018 | 2019 |
| --- | ---- | ---- | ---- | ---- |
| Рейтинг веб-студий — лучшие разработчики сайтов Архивная копия от 24 марта 2013 на Wayback Machine               | 3    | 4    | 2    | 1    |
| Рейтинг креативности дизайн-студий Архивная копия от 14 января 2020 на Wayback Machine                           | 25   | 42   | 80   | 41   |
| Рейтинг разработчиков интернет-магазинов Архивная копия от 14 января 2020 на Wayback Machine                     | -    | -    | 4    | 2    |
| Рейтинг digital-агентств, работающих с крупнейшими компаниям Архивная копия от 14 января 2020 на Wayback Machine | 4    | 2    | 1    | 1    |
| Рейтинг разработчиков дизайна мобильных приложений Архивная копия от 14 января 2020 на Wayback Machine           | -    | 16   | 9    | 16   |
| Рейтинг разработчиков мобильных приложений Архивная копия от 14 января 2020 на Wayback Machine                   | 42   | 17   | 9    | 7    |
| Рейтинг разработчиков приложений для Android Архивная копия от 14 января 2020 на Wayback Machine                 | 20   | 32   | 26   | 7    |
| Рейтинг разработчиков приложений для iOS Архивная копия от 14 января 2020 на Wayback Machine                     | 35   | 30   | 8    | 4    |

RUWARD
| Направление | 2016 | 2017 | 2018 | 2019 |
| --- | ---- | ---- | ---- | ---- |
| Рейтинг веб-студий Архивная копия от 12 октября 2017 на Wayback Machine                                                                         | 6    | 2    | 2    | 2    |
| Золотая Сотня российского Digital Архивная копия от 14 января 2020 на Wayback Machine                                                           | 23   | 12   | 5    | 5    |
| Рейтинг разработчиков мобильных приложений Архивная копия от 8 августа 2020 на Wayback Machine                                                  | 12   | 4    | 3    | 4    |
| Рейтинг Digital Design & Creative Архивная копия от 14 января 2020 на Wayback Machine                                                           | 14   | 21   | 13   | 17   |
| Рейтинг digital-интеграторов Архивная копия от 29 сентября 2020 на Wayback Machine                                                              | -    | -    | 1    | 1    |
| Рейтинг digital-агентств: Highload-разработка сложных digital-проектов Архивная копия от 14 января 2020 на Wayback Machine                      | -    | -    | 1    | -    |
| Рейтинг digital-агентств: Техническая поддержка веб-проектов Архивная копия от 14 января 2020 на Wayback Machine                                | -    | -    | 1    | -    |
| Рейтинг digital-агентств: Разработка и интеграция интранет-систем, корпоративных порталов * Архивная копия от 14 января 2020 на Wayback Machine | -    | -    | 1    | -    |
| Рейтинг digital-агентств: Интеграция CRM-систем * Архивная копия от 14 января 2020 на Wayback Machine                                           | -    | -    | 1    | -    |
| Рейтинг digital-агентств: Customer Development и UX (user experience) проектирование * Архивная копия от 14 января 2020 на Wayback Machine      | -    | -    | 1    | -    |
| Рейтинг digital-агентств: Веб-аналитика * Архивная копия от 14 января 2020 на Wayback Machine                                                   | -    | -    | 1    | -    |
| Рейтинг digital-агентств: QA (quality assurance) и тестирование digital-проектов * Архивная копия от 14 января 2020 на Wayback Machine          | -    | -    | 2    | -    |
| Рейтинг digital-агентств: Внедрение систем сквозной аналитики * Архивная копия от 14 января 2020 на Wayback Machine                             | -    | -    | 2    | -    |
| Рейтинг digital-агентств: Usability и UI-дизайн * Архивная копия от 14 января 2020 на Wayback Machine                                           | -    | -    | 2    | -    |
| Рейтинг digital-агентств полного цикла Архивная копия от 14 января 2020 на Wayback Machine                                                      | 17   | 14   | 7    | 8    |

- Рейтинг опубликован в статусе бета-версии

Tagline
| Направление | 2016 | 2017 | 2018 |
| --- | ---- | ---- | ---- |
| Рейтинг веб-разработчиков / интеграторов Архивная копия от 16 апреля 2020 на Wayback Machine                       | 1    | 2    | 2    |
| Рейтинг разработчиков мобильных приложений / mobile production Архивная копия от 8 декабря 2019 на Wayback Machine | 3    | 2    | 2    |
| Рейтинг дизайн-студий в digital Архивная копия от 10 декабря 2019 на Wayback Machine                               | 6    | 5    | 9    |
| Рейтинг SMM-агентств Архивная копия от 16 апреля 2020 на Wayback Machine                                           | 12   | 13   | -    |
| Тop 100 веб-студий / digital production Архивная копия от 26 сентября 2017 на Wayback Machine                      | 3    | 2    | 2    |
| Рейтинг креативных digital-агентств Тэглайн Архивная копия от 16 апреля 2020 на Wayback Machine                    | 12   | 15   | -    |

AdIndex
| Направление                                                                          | 2017 |
| ------------------------------------------------------------------------------------ | ---- |
| Digital Production — Знание Архивная копия от 10 мая 2019 на Wayback Machine         | 9    |
| Digital Production — Сотрудничество Архивная копия от 10 мая 2019 на Wayback Machine | 9    |
| Mobile — Знание Архивная копия от 10 мая 2019 на Wayback Machine                     | 3    |
| Mobile — Сотрудничество Архивная копия от 10 мая 2019 на Wayback Machine             | 4    |
| Mobile — Качество Архивная копия от 10 мая 2019 на Wayback Machine                   | 6    |
| Mobile — Интегральный Архивная копия от 10 мая 2019 на Wayback Machine               | 4    |
| Сводный Архивная копия от 10 мая 2019 на Wayback Machine                             | 17   |

CNews
| Направление | 2016 | 2017 | 2018 | 2019 |
| --- | ---- | ---- | ---- | ---- |
| Крупнейшие разработчики мобильных приложений для бизнеса и госструктур Архивная копия от 11 сентября 2019 на Wayback Machine | 4    | 3    | 3    | 3    |

Allseo
| Направление                                                            | 2016 | 2017 | 2018 | 2019 |
| ---------------------------------------------------------------------- | ---- | ---- | ---- | ---- |
| Рейтинг веб-студий Архивная копия от 14 января 2020 на Wayback Machine | 5    | 5    | 3    | 2    |